# Tony Campolo
Anthony („Tony”) Campolo (ur. 25 lutego 1935 w Filadelfii, zm. 19 listopada 2024 w Bryn Mawr) – amerykański socjolog, teolog i duchowny baptystyczny, przedstawiciel progresywnego ewangelikalizmu.

## Życiorys
Odbył studia w Eastern University i w Eastern Baptist Theological Seminary. Został ordynowany na pastora w Amerykańskich Zborach Baptystycznych. Karierę akademicką rozpoczął od stanowiska profesora na Uniwersytecie Pensylwanii, a następnie wykładał w Eastern University. W okresie pełnienia urzędu prezydenta USA przez Billa Clintona był doradcą duchowym („spiritual advisor”) głowy państwa.

## Poglądy
W kwestii aborcji, kary śmierci, eutanazji i związków jednopłciowych przedstawiał poglądy sytuujące go wśród reprezentantów tzw. lewicy ewangelikalnej w USA. 

## Wybrane publikacje
- Growing up in America. A Sociology of Youth Ministry (1989)
- Wake Up America! Answering God's Radical Call While Living In the Real World (1991)
- Sociology through the Eyes of Faith (1992)
- How to Rescue the Earth Without Worshiping Nature. A Christian's Call to Save Creation (1992)
- Is Jesus a Republican or a Democrat? And 14 Other Polarizing Issues (1995)
- Can Mainline Denominations Make a Comeback? (1995)
- Following Jesus Without Embarrassing God (1997)
- Speaking My Mind. The Radical Evangelical Prophet Tackles the Tough Issues Christians Are Afraid To Face (2004)
- The Church Enslaved. A Spirituality for Racial Reconciliation (wspólnie z Michaelem Battle) (2005)
- Letters to a Young Evangelical (2006)
- Red Letter Christians. A Citizen's Guide to Faith and Politics (2008)
- The God of Intimacy and Action. Reconnecting Ancient Spiritual Practices, Evangelicalism and Justice (wspólnie z Mary Albert Darling) (2013)

## Literatura
- Tadeusz J. Zieliński: Protestantyzm ewangelikalny. Studium specyfiki religijnej. Wyd. 2. Katowice: 2014, s. 313. ISBN 978-83-931204-9-9.